# Stylopandalus
Stylopandalus is een geslacht van kreeftachtigen uit de klasse van de Malacostraca (hogere kreeftachtigen).

## Soort
- Stylopandalus richardi (Coutière, 1905)